# Saukopf und Fichtekopf
Koordinaten: 49° 54′ 30″ N, 7° 52′ 45″ O

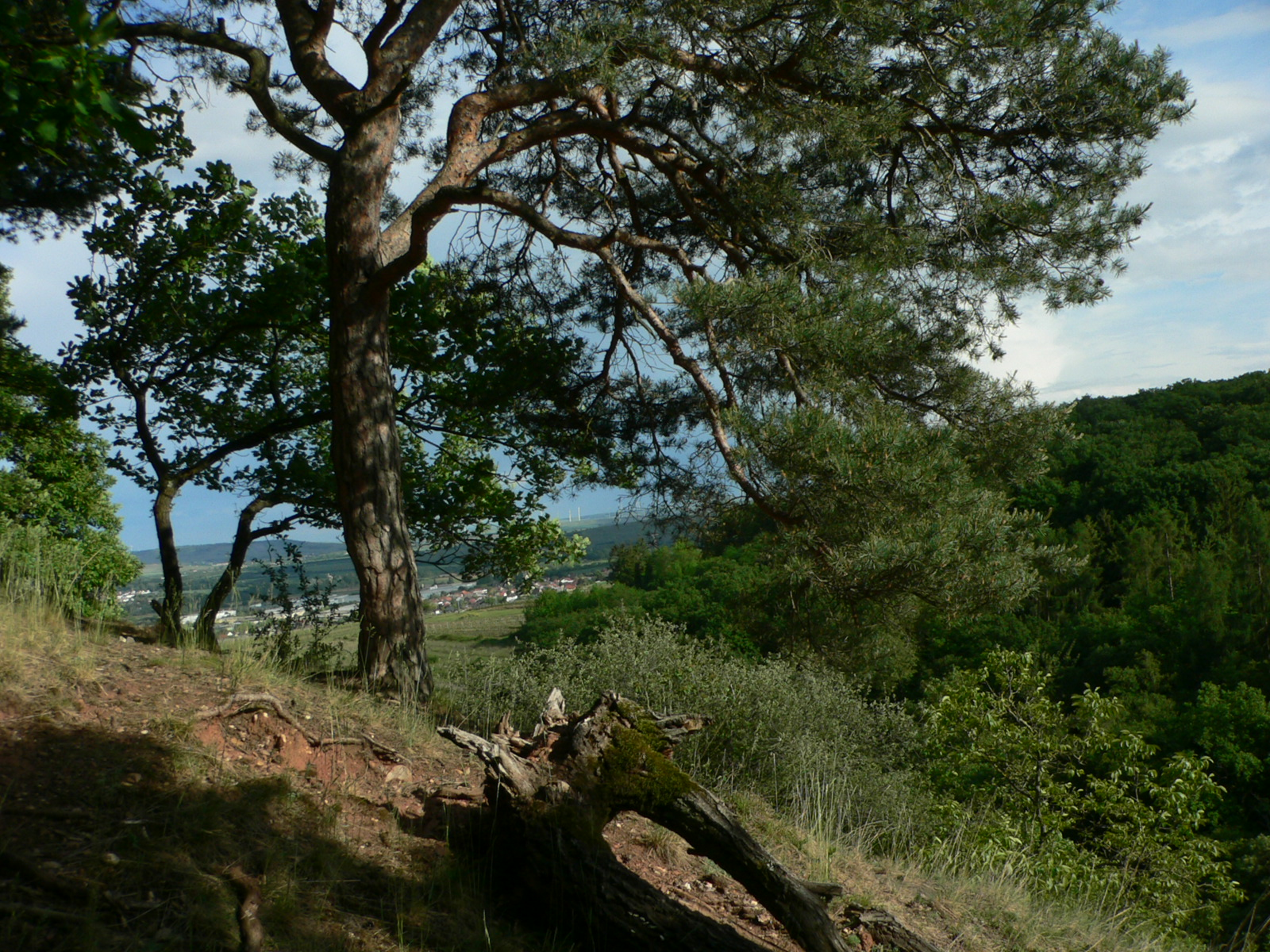
Naturschutzgebiet Saukopf und Fichtekopf (Mai 2014)

Das Naturschutzgebiet Saukopf und Fichtekopf liegt im Landkreis Bad Kreuznach in Rheinland-Pfalz. Das zehn ha große Gebiet, das aus zwei Teilgebieten besteht und im Jahr 1935 unter Naturschutz gestellt wurde, erstreckt sich westlich der Ortsgemeinde Langenlonsheim. Südlich verläuft die Landesstraße L 242 und nördlich die A 61. Östlich verläuft die B 48 und fließt die Nahe.